# Lagoa Juparanã
Lagoa Juparanã är en sjö i Brasilien.   Den ligger i delstaten Espírito Santo, i den sydöstra delen av landet, 900 km öster om huvudstaden Brasília. Lagoa Juparanã ligger 14 meter över havet. Arean är 60 kvadratkilometer. Den sträcker sig 22,6 kilometer i nord-sydlig riktning, och 15,6 kilometer i öst-västlig riktning.
Omgivningarna runt Lagoa Juparanã är en mosaik av jordbruksmark och naturlig växtlighet. Runt Lagoa Juparanã är det ganska tätbefolkat, med 86 invånare per kvadratkilometer.